# Pterorhinus albogularis
Pterorhinus albogularis là một loài chim trong họ Leiothrichidae.